# 駐芬蘭臺北代表處
駐芬蘭臺北代表處，亦稱駐芬蘭代表處，是中華民國政府派駐芬蘭共和國的代表機構。
代表處負責推動臺灣與芬蘭之間的經貿、科技、學術、文化、教育、旅遊等各層面的雙邊關係，以及辦理護照、簽證、文件證明等领事相關業務，並提供僑民服務與旅外國人急難救助，功能等同邦交國的大使館。
芬蘭政府派駐臺灣的代表機構則是芬蘭商務辦事處。

## 歷史
1990年4月19日，於首都赫尔辛基設立具大使館功能的駐芬蘭臺北貿易文化辦事處（Taipei Trade and Cultural Office），6月1日正式運作。
1992年12月1日，更名為駐芬蘭臺北經濟文化辦事處（Taipei Economic and Cultural Office）。
2004年12月1日，再更名為駐芬蘭臺北代表處（Taipei Representative Office in Finland）。

## 外部連結
- 駐芬蘭臺北代表處的Facebook專頁